# Praslovanština
Praslovanština je vymřelý jazyk z rodiny indoevropských jazyků, společný prajazyk dávných Slovanů, z něhož se později vyvinuly všechny ostatní slovanské jazyky. Tento jazyk se používal ještě v dobách slovanského stěhování z pravlasti, pro rostoucí vzdálenost mezi jednotlivými slovanskými kmeny však v něm začaly růst nářeční rozdíly. Přesto se slovanská jazyková jednota udržovala ještě několik dalších století. Konec praslovanštiny lze klást na přelom 9. a 10. století, kdy proběhly poslední jazykové změny společné pro celé Slovanstvo.
Praslovanština není přímo zaznamenána písemnými památkami, je zrekonstruována metodami historické (srovnávací) lingvistiky – studiem hláskových, morfologických a lexikálních změn jazyků z něj vzešlých a jazyků, jež na něj mohly mít vliv (germánských, keltských, íránských aj.). Za písemné zachycení pozdního stádia praslovanštiny lze však považovat staroslověnštinu, která má mnoho rysů ve všech oblastech jazyka shodných nebo velice blízkých rysům praslovanštiny získaným lingvistickou rekonstrukcí. Jedinou větší výjimkou je skladba staroslověnštiny, která byla utvořena do značné míry uměle nápodobou vyspělejších jazyků (především řečtiny) a vymyká se tak soudobému stavu skladby v praslovanštině.
Praslovanština patří k satemové skupině indoevropských jazyků spolu s jazyky indoíránskými, s arménštinou, albánštinou a jazyky baltskými. S poslední skupinou jazyků má praslovanština nejužší vazby, proto se většinou v jazykovědě uvažuje o baltoslovanské jednotě, jejímž rozpadem měla vzniknout jazyková skupina baltská a skupina slovanská. Počátky samostatného vývoje praslovanštiny se kladou do širokého rozmezí v 1. tisíciletí př. n. l. (mezi roky 700–200 př. n. l.), i když bývá někdy umísťován již do poloviny 2. tisíciletí př. n. l.

## Fonologie

### Samohlásky
Praslovanština disponovala ve své pozdní fázi 11 samohláskami, jež mohly být (s výjimkou jerů) dlouhé i krátké. Obvykle jsou ve slavistice znázorňovány takto: i, ь, e, ę, ě, a, o, ǫ, ъ, y, u.
- ь, ъ – jery, velmi krátké (redukované) samohlásky, neboli polosamohlásky, pravděpodobně [ɪ], resp. [ɯ]
- ę, ǫ – přední a zadní nosové samohlásky
- ě – jať, pravděpodobně [æː]
- y – pravděpodobně [ɨː] nebo [ɯi]
- existence slabikotvorných souhlásek l̥, ĺ̥, r̥, ŕ̥ je v praslovanštině sporná. Místo nich předpokládají někteří jazykovědci skupiny ъl, ьl, ъr, ьr.

### Souhlásky
Stav pozdní praslovanštiny je charakterizován následující tabulkou:
|           | Bilabiála | Dentála | Palatalizovaná dentála | Alveolára | Palatalizovaná alveolára | Palatála | Velára |
| --------- | --------- | ------- | ---------------------- | --------- | ------------------------ | -------- | ------ |
| Ploziva   | p, b      | t, d    | t’, d’                 |           |                          |          | k, g   |
| Afrikáta  |           |         | c, ʒ                   |           | č, ǯ                     |          |        |
| Frikativa | v         | s, z    | s’                     |           | š, ž                     |          | x      |
| Nazála    | m         | n       |                        | n’        |                          |          |        |
| Likvida   |           | l       | l’                     | r         | r’                       | j        |        |

- párový zápis v tabulce vždy označuje neznělou (vlevo) a odpovídající znělou souhlásku
- c představuje neznělou afrikátu [ʦ]
- ʒ představuje znělou afrikátu [ʣ]
- x představuje neznělou velární frikativu [x]
- š, č, ž a ǯ představují hlásky [ʃ], [ʧ], [ʒ] a [ʤ]
- ’ představuje měkčící znaménko, tzn. změkčení předchozí hlásky

### Zápis
Ve slavistice se obvykle provádí transkripce praslovanských hlásek (a slov), jež je představována výše použitými symboly a nikoli odpovídajícími symboly v mezinárodní fonetické abecedě (IPA).

## Tvarosloví

### Časování
Praslovanská slovesa zdědila z praindoevropského jazyka 3 osoby a rozlišovala tři čísla (singulár, duál a plurál).

#### Čas
Jednoduché (syntetické) minulé časy:
- aorist (vyprávěcí neprůvodní děj) – asigmatický, sigmatický kratší, sigmatický delší
- imperfektum – praslovanský novotvar od aoristu – od nedokonavých sloves

Složené (analytické) minulé časy:
- perfektum (přítomný s minulým příčestím)
- plusquamperfektum (participium + imperfektum či perfektum)

Budoucí děj praslovanština vyjadřovala (podobně jako současná čeština) jednoduchou i složenou formou. V prvním případě k tomu sloužil přítomný tvar dokonavého slovesa. Složený budoucí čas však ještě nebyl ustálený: dnešní tvoření typu „budu + infinitiv“ ještě neexistovalo a místo slovesa „budu“ se používalo např. sloveso „chci“.

#### Způsob
postoj mluvčího
- indikativ (oznamovací) z indoevropského indikativu
- imperativ (rozkazovací) z indoevropského optativu (přacího způsobu)[3]; čtyři atematická slovesa (přinejmenším v češtině) ovšem zdědila praindoevropské tvary singuláru[4]
- kondicionál (podmiňovací) – praslovanský novotvar z indoevropského konjunktivu

#### Vid
Vid se u sloves v praslovanštině teprve vyvíjel. Nedokonavost mohla vyjadřovat i u slovesa opětovná (iterativa).

#### Rod
Praslovanština už na rozdíl od praindoevropštiny neobsahuje medium (střední slovesný rod).

#### Kmen sloves
- infinitivní/minulý -0, -i, -ě, -a, -ova, -nó
- přítomný -i, -e, -ne, -je

Atematická slovesa nemají prézentní kmenotvornou příponu.

#### Neurčité tvary slovesné
1. infinitiv – baltoslovanská koncovka -ti (v ostatních indoevropských jazycích rozdílné tvoření)
2. supinum – praslovanská koncovka -tъ – u sloves pohybu či vybídnutí k pohybu → ve funkci příslovečného určení účelu. V staroslověnštině od dokonavých i nedokonavých
3. participium
  - minulé činné (od stejného  participia v ie.)
  - přítomné činné (od stejného v ie.) 
 (v sl. → přechodníky přítomné a zpřídavnělé)
  - minulé trpné
  - přítomné trpné

### Skloňování
Praslovanština ve své staroslověnské podobě (a stejně jako dnešní čeština) disponovala 7 pády (nominativem, vokativem, akuzativem, genitivem, lokálem, dativem a instrumentálem), pády řazeny v pořadí předpokládaného vývoje od praindoevropštiny. 
Číslo rozlišovala jednotné, dvojné a množné.
Rod rozlišovala mužský, ženský a střední. Na konci praslovanského období se začala vyvíjet u mužského rodu životnost.

#### Skloňování podstatných jmen
V praslovanštině se skloňovalo dle zakončení kmene, v pozdějších slovanských jazycích převládlo skloňování podle rodu (rodový princip).
Deklinační typy (kmeny) podstatných jmen (podle rodů):
- mužský: -u, -t
- mužský i ženský: -i, -a, -ja
- ženský a střední: -o, -jo, -n
- střední: -nt, -s
- ženský: -r, -ъv

##### Souhláskové kmeny
- -ъv (-ú)
- -n (mužský i střední)[6]
- -nt
- -r
- -t
- -s

V praslovanštině jsou původní starobylé koncovky jen v některých pádech a dále ustupují.

#### Skloňování a stupňování přídavných jmen
U přídavných jmen se kromě jmenné deklinace (shodné s podstatnými jmény) vyvinula složená deklinace.
Šlo o praslovanskou  inovaci) připojením zájmene jь (ten, on), ja (ona), je (ono) – to bylo původně v postpozici v determinanční funkci.
Stupňování
1. 0
2. m.: 'ii, f.: 'iši, n.: je
3. m.: ěi, f.: ějši, n.: ěje

#### Skloňování zájmen
Bezrodá zájmena (osobní, tázací, zvratné) měla vlastní skloňování.
- sь – dle „tentoc“, ale některé koncovky -i

Zájmena rozlišující rod:
- tъ (ten), ta, to
- jь, ja, je (on, ona, ono)
- kyjь, kaja, koje (jaký, jaká, jaké)

#### Skloňování číslovek
Různé číslovky podléhají deklinaci jmenné, zájmenné i složené.
Základní číslovky 5–10 – původně číselná substantiva (v závorce kmen).
- 1 jako: jedinъ , jedina, jedino – tъ, ta, to
- 2 jako: dъva, dъvě, dъvě
- 3 jako: trъ je, tri, tri – pl. = „-i“
- 4 jako: četyre, četyri, četyri – („-i“)
- 5 jako: pěť („-i“)
- 6 jako: šesť („-i“)...
- 100 – sъto – („-o“)
- 1000 – tisošti (tisešti) - („-ja“)

Řadové číslovky se skloňovaly jako adjektiva složené deklinace tvrdého typu, pouze tretijь – měkké („-ьjo“). 11–19 – pouze první část se skloňuje.
Druhové číslovky podléhají měkké složené deklinaci (utvořené jsou připojením zájmene jь, ja, je):
- dъvojь, dъvoja, dъvojo
- obojь, oboja, obojo
- trojь, troja, trojo

Vyšší druhové číslovky
- četvorь, četvora, četvoro – jako tvrdá adj. jm. tvaru

## Slovní zásoba
Většina slovní zásoby dnešních slovanských jazyků pochází z praslovanštiny, kromě přejímek z cizích jazyků v nich nová slova vznikají na základě slov zděděných ze slovanského prajazyka. Následující tabulka ukazuje, jak se do některých slovanských jazyků změnila vybraná slova praslovanštiny (praslovanský tvar jakožto předpokládaný ale písemně nedoložený je označen *hvězdičkou).
| praslovansky | staroslověnsky | slovensky | česky | polsky  | rusky   | ukrajinsky | slovinsky | srbochorvatsky | bulharsky | makedonsky | bělorusky |
| ------------ | -------------- | --------- | ----- | ------- | ------- | ---------- | --------- | -------------- | --------- | ---------- | --------- |
| *golvà       | glava          | hlava     | hlava | głowa   | gołova  | hołova     | glava     | glava          | glava     | glava      | hałava    |
| *nȏsъ        | –              | nos       | nos   | nos     | nos     | nis        | nos       | nos            | nos       | nos        | nos       |
| *rǫkà        | rǫka           | ruka      | ruka  | ręka    | ruka    | ruka       | roka      | ruka           | ryka      | raka       | ruka      |
| *sь̑rdьce     | srьdьce        | srdce     | srdce | serce   | serdce  | serce      | srce      | srce           | syrce     | srce       | serca     |
| *màti        | mati           | matka     | matka | matka   | mať     | maty       | mati      | mati           | majka     | majka      | maci      |
| *otьcь       | otьcь          | otec      | otec  | ojciec  | otiec   | baťko      | oče       | otac           | otec      | otec       | baćka     |
| *dъkti       | dъĉi           | dcéra     | dcera | córka   | dočka   | dočka      | hči       | kći            | dyšterja  | ķerka      | dačka     |
| *mě̀sęcь      | měsęcь         | mesiac    | měsíc | miesiąc | miesiac | misiać     | mesec     | mjesec         | mesec     | mesec      | miesiac   |
| *bě́lъ        | bělъ           | biely     | bílý  | biały   | bieły   | biły       | bel       | bijeo          | bjal      | bel        | bieły     |
| *pę̑tь        | pętь           | päť       | pět   | pięć    | piať    | pjať       | pet       | pet            | pet       | pet        | piać      |
| *sỳpati      | sypati         | sypať     | sypat | sypać   | sypať   | sypaty     | sipati    | sipati         | sipvam    | sipa       | sypać     |

## Pozdní praslovanština
- skloňování slovních druhů pozdní praslovanštiny zohledňující předpokládaný vývoj od praindoevroštiny (spřežka CH = fonetické X).
1. - nominativ, 5. - vokativ, 4. - akuzativ, 2 – genitiv, 6. - lokativ, 3. - dativ, 7. - instrumentál, 8. - translativ atd.

## Podstatná jména
Skloňování podstatných jmen rozlišuje pět skloňovacích tříd (deklinací).

### Deklinace první (o-kmenová a jo-kmenová)
Patří do ní podstatná jména mužského rodu zakončená v nominativu singuláru na -ъ (tvrdý vzor) nebo -'ь (měkký vzor; apostrof zde i dále označuje měkkost předchozí souhlásky) a jména středního rodu zakončená na -o (tvrdý vzor) nebo -'e (měkký vzor). V genitivu singuláru je vždy koncovka -a.
Vzor tvrdého skloňování (vragъ, -ga, m.):
|    | singulár | duál     | plurál     |
| -- | -------- | -------- | ---------- |
| 1. | vrag-ъ   | vrag-a   | vradz-i    |
| 5. | vraž-e   | vrag-a   | vradz-i    |
| 4. | vrag-ъ   | vrag-a   | vrag-y     |
| 2. | vrag-a   | vrag-u   | vrag-ъ     |
| 6. | vradz-ě  | vrag-u   | vradz-ěchъ |
| 3. | vrag-u   | vrag-oma | vrag-omъ   |
| 7. | vrag-omь | vrag-oma | vrag-y     |
| 8. | vrag-omь | vrag-oma | vrag-y     |

Vzor měkkého skloňování (otьcь, -ca, m.):
|    | singulár | duál     | plurál    |
| -- | -------- | -------- | --------- |
| 1. | otьc-ь   | otьc-a   | otьc-i    |
| 5. | otьč-e   | otьc-a   | otьc-i    |
| 4. | otьc-ь   | otьc-a   | otьc-ę    |
| 2. | otьc-a   | otьc-u   | otьc-ь    |
| 6. | otьc-i   | otьc-u   | otьc-ichъ |
| 3. | otьc-u   | otьc-ema | otьc-emъ  |
| 7. | otьc-emь | otьc-ema | otьc-i    |
| 8. | otьc-emь | otьc-ema | otьc-i    |

### Deklinace druhá (u-kmenová)
Patří do ní podstatná jména mužského rodu zakončená v nominativu singuláru -ъ, v genitivu singuláru mají -u. Toto platí o slovech: činъ, domъ, ledъ, medъ, mirъ, polъ, sanъ, synъ, volъ, vrьchъ.
Vzor skloňování (volъ, -lu, m.):
|    | singulár | duál    | plurál    |
| -- | -------- | ------- | --------- |
| 1. | vol-ъ    | vol-y   | vol-ove   |
| 5. | vol-u    | vol-y   | vol-ove   |
| 4. | vol-ъ    | vol-y   | vol-y     |
| 2. | vol-u    | vol-ovu | vol-ovъ   |
| 6. | vol-u    | vol-ovu | *vol-ъchъ |
| 3. | vol-ovi  | vol-ъma | *vol-ъmъ  |
| 7. | *vol-ъmь | vol-ъma | vol-ъmi   |
| 8. | *vol-ъmь | vol-ъma | vol-ъmi   |

Poznámka: Tvary označené hvězdičkou (*) nejsou doloženy, místo nich se používaly o-kmenové tvary podle první deklinace (instr.sg. vol-omь, dat.pl. vol-omъ, lok.pl. vol-ochъ).

### Deklinace třetí (i-kmenová)
Patří do ní podstatná jména mužského a ženského rodu zakončená v nominativu singuláru -ь, v genitivu singuláru mají -i.
Vzor skloňování ženských jmen (žiznь, -ni, ž.):
|    | singulár | duál            | plurál         |
| -- | -------- | --------------- | -------------- |
| 1. | žizn-ь   | žizn-i          | žizn-i         |
| 5. | žizn-i   | žizn-i          | žizn-i         |
| 4. | žizn-ь   | žizn-i          | žizn-i         |
| 2. | žizn-i   | žizn-iji, (ьji) | žizn-ii, (ьji) |
| 6. | žizn-i   | žizn-ьju        | žizn-ьchъ      |
| 3. | žizn-i   | žizn-ьma        | žizn-imъ       |
| 7. | žizn-ьjǫ | žizn-ьma        | žizn-ьmi       |
| 8. | žizn-ьjǫ | žizn-ьma        | žizn-ьmi       |

Vzor skloňování mužských jmen (gostь, -ti, m.):
|    | singulár | duál            | plurál          |
| -- | -------- | --------------- | --------------- |
| 1. | gost-ь   | gost-ьe         | gost-ьe         |
| 5. | gost-i   | gost-ьe         | gost-i          |
| 4. | gost-ь   | gost-ьe         | gost-i          |
| 2. | gost-i   | gost-iji, (ьji) | gost-iji, (ьji) |
| 6. | gost-i   | gost-ьju        | gost-ьchъ       |
| 3. | gost-i   | gost-ьma        | gost-imъ        |
| 7. | gost-ьmь | gost-ьma        | gost-ьmi        |
| 8. | gost-ьmь | gost-ьma        | gost-ьmi        |

Poznámka: V nominativu a vokativu plurálu je v mladších textech koncovka -ьje. Podle tohoto vzoru se skloňují ve dvojném čísle i jména oko a ucho, mají však v genitivu a lokálu většinou koncovku -iju (oč-iju, uš-iju), v dativu a instrumentálu koncovku -ima (oč-ima, uš-ima).

### Deklinace čtvrtá (ā-kmenová a jā-kmenová)
Patří do ní podstatná jména mužského a ženského rodu zakončená v nominativu singuláru -a (tato mají v genitivu singuláru -y) nebo -'a či -'i (tato mají v genitivu singuláru -ę).
Vzor skloňování jmen zakončených na -a (ryba, -by, ž.):
|    | singulár | duál    | plurál   |
| -- | -------- | ------- | -------- |
| 1. | ryb-a    | ryb-ě   | ryb-y    |
| 5. | ryb-o    | ryb-ě   | ryb-y    |
| 4. | ryb-ǫ    | ryb-ě   | ryb-y    |
| 2. | ryb-y    | ryb-u   | ryb-ъ    |
| 6. | ryb-ě    | ryb-u   | ryb-achъ |
| 3. | ryb-ě    | ryb-ama | ryb-amъ  |
| 7. | ryb-ojǫ  | ryb-ama | ryb-ami  |
| 8. | ryb-ojǫ  | ryb-ama | ryb-ami  |

Vzor skloňování jmen zakončených na -'a (lъža, -žę, ž.) a -'i (bogyn'i, nę, ž.):
|    | singulár            | duál                | plurál                |
| -- | ------------------- | ------------------- | --------------------- |
| 1. | lъž-a, bogyn'-i     | lъž-i, bogyn'-i     | lъž-ę, bogyn-ję       |
| 5. | lъž-e, bogyn'-e     | lъž-i, bogyn'-i     | lъž-ę, bogyn-ję       |
| 4. | lъž-ǫ, bogyn-jǫ     | lъž-i, bogyn'-i     | lъž-ę, bogyn-ję       |
| 2. | lъž-ę, bogyn-ję     | lъž-u, bogyn-ju     | lъž-ь, bogyn'-ь       |
| 6. | lъž-i, bogyn'-i     | lъž-u, bogyn-ju     | lъž-achъ, bogyn'-ěchъ |
| 3. | lъž-i, bogyn'-i     | lъž-ama, bogyn'-ěma | lъž-amъ, bogyn'-ěmъ   |
| 7. | lъž-ejǫ, bogyn'-ejǫ | lъž-ama, bogyn'-ěma | lъž-ami, bogyn'-ěmi   |
| 8. | lъž-ejǫ, bogyn'-ejǫ | lъž-ama, bogyn'-ěma | lъž-ami, bogyn'-ěmi   |

Poznámka: V mladších textech bývá u vzoru bogyn'i ve vok.sg. koncovka -je (bogyn-je), v instr.sg. koncovka -jejǫ (bogyn-jejǫ), v dat.pl. koncovka -jamъ (bogyn-jamъ), v lok.pl. koncovka -jachъ (bogyn-jachъ), v instr.pl. koncovka -jami (bogyn-jami) a v dat. a instr.du. koncovka -jama (bogyn-jama).

### Deklinace čtvrtá (souhlásková)
Patří do ní podstatná jména všech rodů mající v nom.sg. a vok.sg. (a u středních i v ak.sg.) o jednu slabiku méně než v ostatních pádech, gen.sg. má vždy zakončení -e. Podle vztahu zakončení nom.sg. a gen.sg. se rozeznávají:
1. n-kmeny	(mužské -y (nebo -enь)/-ene, střední -ę/-ene),
2. ū-kmeny	(-y/-ъve, ženské),
3. r-kmeny	(-i/-ere, ženské),
4. s-kmeny	(-o/-ese, střední),
5. t-kmeny	(-ę/-ęte, střední).

Vzor skloňování n-kmenů mužského rodu (plamy, -mene, m.):
|    | singulár   | duál       | plurál      |
| -- | ---------- | ---------- | ----------- |
| 1. | plam-y     | plamen-i   | plamen-e    |
| 5. | plam-y     | plamen-i   | plamen-e    |
| 4. | plamen-ь   | plamen-i   | plamen-i    |
| 2. | plamen-e   | plamen-u   | plamen-ъ    |
| 6. | plamen-e   | plamen-u   | plamen-ьchъ |
| 3. | plamen-i   | plamen-ьma | plamen-ьmъ  |
| 7. | plamen-ьmь | plamen-ьma | plamen-ьmi  |
| 8. | plamen-ьmь | plamen-ьma | plamen-ьmi  |

Poznámka: Podle tohoto vzoru se skloňují souhláskové kmeny mužského rodu. Každý typ má ovšem v nom. a vok. sg. své zakončení.
Vzor skloňování r-kmenů (mati, -tere, ž.):
|    | singulár  | duál | plurál     |
| -- | --------- | ---- | ---------- |
| 1. | mat-i     | -    | mater-i    |
| 5. | mat-i     | -    | mater-i    |
| 4. | mater-ь   | -    | mater-i    |
| 2. | mater-e   | -    | mater-ъ    |
| 6. | mater-e   | -    | mater-ьchъ |
| 3. | mater-i   | -    | mater-ьmъ  |
| 7. | mater-ьmь | -    | mater-ьmi  |
| 8. | mater-ьmь | -    | mater-ьmi  |

Poznámka: Podle tohoto vzoru se skloňují souhláskové kmeny ženského rodu. Každý typ má ovšem v nom. a vok. sg. své zakončení. Tvary dvojného čísla nejsou u souhláskových kmenů ženského rodu doloženy.
Vzor skloňování s-kmenů středního rodu (tělo, -lese, s.):
|    | singulár  | duál      | plurál     |
| -- | --------- | --------- | ---------- |
| 1. | těl-o     | těles-ě   | těles-a    |
| 5. | těl-o     | těles-ě   | těles-a    |
| 4. | těl-o     | těles-ě   | těles-a    |
| 2. | těles-e   | těles-u   | těles-ъ    |
| 6. | těles-e   | těles-u   | těles-ьchъ |
| 3. | těles-i   | těles-ьma | těles-ьmъ  |
| 7. | těles-ьmь | těles-ьma | těles-y    |
| 8. | těles-ьmь | těles-ьma | těles-y    |

Poznámka: Podle tohoto vzoru se skloňují souhláskové kmeny středního rodu. Každý typ má ovšem v nom. a vok. sg. své zakončení.

## Přídavná jména
Přídavná jména se (v základním stupni) skloňují dvěma různými způsoby – tak rozeznáváme skloňování jmenné a skloňování složené. Kterékoli přídavné jméno se může skloňovat kterýmkoli z obou způsobů. Je však viditelná tendence používat skloňování jmenné, když je přídavné jméno v přísudku (tj. ve spojení se slovesem byti) a skloňování složené, když je přídavné jméno v přívlastku.

### Skloňování jmenné
Přídavná jména v tomto typu skloňování se skloňují stejně jako podstatná jména 1. a 4. deklinace. Podle 1. deklinace se tvoří mužské a střední tvary přídavného jména, podle 4. deklinace ženské tvary. Zda se použije měkký nebo tvrdý vzor, záleží na zakončení přídavného jména. V mužském rodu se na rozdíl od podstatných jmen vok.sg. většinou rovná nom.sg.

### Skloňování složené
Tento typ skloňování je mladší a vznikl z tvarů skloňování jmenného připojením tvarů (zaniklého) ukazovacího zájmena *jь, *ja, *je.
Tvrdý vzor skloňování složeného (dobryi, -raě, -roe):
|     | mužský rod | ženský rod | střední rod |
| --- | ---------- | ---------- | ----------- |
| sg. |            |            |             |
| 1.  | dobr-yi    | dobr-aě    | dobr-a      |
| 5.  | dobr-yjь   | dobr-aě    | dobr-oe     |
| 4.  | dobr-yi    | dobr-ǫjǫ   | dobr-oe     |
| 2.  | dobr-aego  | dobr-yję   | dobr-aego   |
| 6.  | dobr-ěemь  | dobr-ěi    | dobr-ěemь   |
| 3.  | dobr-uemu  | dobr-ěi    | dobr-uemu   |
| 7.  | dobr-yimь  | dobr-ojǫ   | dobr-yimь   |
| 8.  | dobr-yimь  | dobr-ojǫ   | dobr-yimь   |
| du. |            |            |             |
| 1.  | dobr-aě    | dobr-ěi    | dobr-ěi     |
| 5.  | dobr-aě    | dobr-ěi    | dobr-ěi     |
| 4.  | dobr-aě    | dobr-ěi    | dobr-ěi     |
| 2.  | dobr-uju   | dobr-uju   | dobr-uju    |
| 6.  | dobr-uju   | dobr-uju   | dobr-uju    |
| 3.  | dobr-yima  | dobr-yima  | dobr-yima   |
| 7.  | dobr-yima  | dobr-yima  | dobr-yima   |
| 8.  | dobr-yima  | dobr-yima  | dobr-yima   |
| pl. |            |            |             |
| 1.  | dobr-ii    | dobr-yję   | dobr-aě     |
| 5.  | dobr-ii    | dobr-yję   | dobr-aě     |
| 4.  | dobr-yję   | dobr-yję   | dobr-aě     |
| 2.  | dobr-yichъ | dobr-yichъ | dobr-yichъ  |
| 6.  | dobr-yichъ | dobr-yichъ | dobr-yichъ  |
| 3.  | dobr-yimъ  | dobr-yimъ  | dobr-yimъ   |
| 7.  | dobr-yimi  | dobr-yimi  | dobr-yimi   |
| 8.  | dobr-yimi  | dobr-yimi  | dobr-yimi   |

Poznámka: V mladších textech bývá v mužském rodu v gen.sg. koncovka -ajego (dobr-ajego), v dat.sg. koncovka -ujemu (dobr-ujemu), v lok.sg. koncovka -ějemь (dobr-ějemь), v nom., ak. a vok. du. koncovka -aja (dobr-aja), v ženském rodu v nom. a vok.sg. koncovka -aja (dobr-aja), ve středním rodu v nom. a vok.sg.
koncovka -oje (dobr-oje) a v nom. a vok.pl. koncovka -aja (dobr-aja).
Měkký vzor skloňování složeného (ništii, -taě, -tee):
|     | mužský rod | ženský rod | střední rod |
| --- | ---------- | ---------- | ----------- |
| sg. |            |            |             |
| 1.  | ništ-ii    | ništ-aě    | ništ-ee     |
| 5.  | ništ-ii    | ništ-aě    | ništ-ee     |
| 4.  | ništ-ii    | ništ-ǫjǫ   | ništ-ee     |
| 2.  | ništ-aego  | ništ-ęję   | ništ-aego   |
| 6.  | ništ-iimь  | ništ-ii    | ništ-iimь   |
| 3.  | ništ-uemu  | ništ-ii    | ništ-uemu   |
| 7.  | ništ-iimь  | ništ-ejǫ   | ništ-iimь   |
| 8.  | ništ-iimь  | ništ-ejǫ   | ništ-iimь   |
| du. |            |            |             |
| 1.  | ništ-aě    | ništ-ii    | ništ-ii     |
| 5.  | ništ-aě    | ništ-ii    | ništ-ii     |
| 4.  | ništ-aě    | ništ-ii    | ništ-ii     |
| 2.  | ništ-uju   | ništ-uju   | ništ-uju    |
| 6.  | ništ-uju   | ništ-uju   | ništ-uju    |
| 3.  | ništ-iima  | ništ-iima  | ništ-iima   |
| 7.  | ništ-iima  | ništ-iima  | ništ-iima   |
| 8.  | ništ-iima  | ništ-iima  | ništ-iima   |
| pl. |            |            |             |
| 1.  | ništ-ii    | ništ-ęję   | ništ-aě     |
| 5.  | ništ-ii    | ništ-ęję   | ništ-aě     |
| 4.  | ništ-ęję   | ništ-ęję   | ništ-aě     |
| 2.  | ništ-iichъ | ništ-iichъ | ništ-iichъ  |
| 6.  | ništ-iichъ | ništ-iichъ | ništ-iichъ  |
| 3.  | ništ-iimъ  | ništ-iimъ  | ništ-iimъ   |
| 7.  | ništ-iimi  | ništ-iimi  | ništ-iimi   |
| 8.  | ništ-iimi  | ništ-iimi  | ništ-iimi   |

Poznámka: V mladších textech bývá v mužském rodu v gen.sg. koncovka -ajego (ništ-ajego), v dat.sg. koncovka -ujemu (ništ-ujemu), v nom., ak. a vok.du. koncovka -aja (ništ-aja), v ženském rodu v nom.sg. koncovka -aja (ništ-aja), ve středním rodu v nom.sg. koncovka -eje (ništ-eje) a v nom., ak. a vok.pl. koncovka -aja (ništ-aja).

### Stupňování přídavných jmen

#### Druhý stupeň (komparativ)
Druhý stupeň přídavných jmen se tvoří dvěma způsoby – kratším nebo delším. Kratší způsob je méně užívaný, tvoří se přidáním zakončení -jьjь v nom.sg. mužs., -jьši v nom.sg. žens. a -je v nom.sg. stř. rodu. Většinou se užívá u přídavných jmen zakončených příponami -ъkъ, -okъ a -ьkъ (tyto přípony se pak při tvoření druhého stupně vynechávají) a ke tvoření tvarů druhého stupně od kmenů, od nichž není utvořen základní stupeň (týká se zejména nepravidelného stupňování), u ostatních přídavných jmen zřídka. Před -j- na začátku přípony se měkčí předchozí souhláska a -j- většinou zaniká.
Delší způsob je obvyklejší, tvoří se přidáním zakončení -ějь v nom.sg. mužs., -ějši v nom.sg. žens. a -ěje v nom.sg. stř. rodu, přídavná jména zakončená na -ьnъ jej užívají výhradně. Obojí způsob se může užít jak ve skloňování jmenném, tak složeném. Končí-li základ přídavného jména na -k-, -g- nebo -ch-, měkčí se tyto souhlásky na -č-, -ž- a -š- a -ě- v příponě se mění na -a-.
Vzor kratšího tvoření druhého stupně ve skloňování jmenném (gor'ijь, -'ьši, -'e):
|     | mužský rod  | ženský rod  | střední rod |
| --- | ----------- | ----------- | ----------- |
| sg. |             |             |             |
| 1.  | gor'-ijь    | gor'-ьši    | gor-je      |
| 5.  | gor'-ijь    | gor'-ьši    | gor-je      |
| 4.  | gor'-ijь    | gor'-ьšǫ    | gor-je      |
| 2.  | gor'-ьša    | gor'-ьšę    | gor'-ьša    |
| 6.  | gor'-ьši    | gor'-ьši    | gor'-ьši    |
| 3.  | gor'-ьšu    | gor'-ьši    | gor'-ьšu    |
| 7.  | gor'-ьšemь  | gor'-ьšejǫ  | gor'-ьšemь  |
| 8.  | gor'-ьšemь  | gor'-ьšejǫ  | gor'-ьšemь  |
| du. |             |             |             |
| 1.  | gor'-ьša    | gor'-ьši    | gor'-ьši    |
| 5.  | gor'-ьša    | gor'-ьši    | gor'-ьši    |
| 4.  | gor'-ьša    | gor'-ьši    | gor'-ьši    |
| 2.  | gor'-ьšu    | gor'-ьšu    | gor'-ьšu    |
| 6.  | gor'-ьšu    | gor'-ьšu    | gor'-ьšu    |
| 3.  | gor'-ьšema  | gor'-ьšama  | gor'-ьšema  |
| 7.  | gor'-ьšema  | gor'-ьšama  | gor'-ьšema  |
| 8.  | gor'-ьšema  | gor'-ьšama  | gor'-ьšema  |
| pl. |             |             |             |
| 1.  | gor'-ьše    | gor'-ьšę    | gor'-ьša    |
| 5.  | gor'-ьše    | gor'-ьšę    | gor'-ьša    |
| 4.  | gor'-ьšę    | gor'-ьšę    | gor'-ьša    |
| 2.  | gor'-ьšь    | gor'-ьšь    | gor'-ьšь    |
| 6.  | gor'-ьšichъ | gor'-ьšachъ | gor'-ьšichъ |
| 3.  | gor'-ьšemъ  | gor'-ьšamъ  | gor'-ьšemъ  |
| 7.  | gor'-ьši    | gor'-ьšami  | gor'-ьši    |
| 8.  | gor'-ьši    | gor'-ьšami  | gor'-ьši    |

Vzor delšího tvoření druhého stupně ve skloňování složeném (grěšьnějь, -nějšiě, -nějšee):
|     | mužský rod        | ženský rod        | střední rod       |
| --- | ----------------- | ----------------- | ----------------- |
| sg. |                   |                   |                   |
| 1.  | grěšьn-ějь        | grěšьn-ějьšiě     | grěšьn-ějьšee     |
| 5.  | grěšьn-ějь        | grěšьn-ějьšiě     | grěšьn-ějьšee     |
| 4.  | grěšьn-ějь        | grěšьn-ějьšǫjǫ    | grěšьn-ějьšee     |
| 2.  | grěšьn-ějьšaego   | grěšьn-ějьšęję    | grěšьn-ějьšaego   |
| 6.  | grěšьn-ějьšijьmь  | grěšьn-ějьšii     | grěšьn-ějьšijьmь  |
| 3.  | grěšьn-ějьšuemu   | grěšьn-ějьšii     | grěšьn-ějьšuemu   |
| 7.  | grěšьn-ějьšьjьmь  | grěšьn-ějьšejǫ    | grěšьn-ějьšьjьmь  |
| 8.  | grěšьn-ějьšьjьmь  | grěšьn-ějьšejǫ    | grěšьn-ějьšьjьmь  |
| du. |                   |                   |                   |
| 1.  | grěšьn-ějьšaě     | grěšьn-ějьšijь    | grěšьn-ějьšijь    |
| 5.  | grěšьn-ějьšaě     | grěšьn-ějьšijь    | grěšьn-ějьšijь    |
| 4.  | grěšьn-ějьšaě     | grěšьn-ějьšijь    | grěšьn-ějьšijь    |
| 2.  | grěšьn-ějьšuju    | grěšьn-ějьšuju    | grěšьn-ějьšuju    |
| 6.  | grěšьn-ějьšuju    | grěšьn-ějьšuju    | grěšьn-ějьšuju    |
| 3.  | grěšьn-ějьšijьma  | grěšьn-ějьšijьma  | grěšьn-ějьšijьma  |
| 7.  | grěšьn-ějьšьjьma  | grěšьn-ějьšьjьma  | grěšьn-ějьšьjьma  |
| 8.  | grěšьn-ějьšьjьma  | grěšьn-ějьšьjьma  | grěšьn-ějьšьjьma  |
| pl. |                   |                   |                   |
| 1.  | grěšьn-ějьšei     | grěšьn-ějьšęję    | grěšьn-ějьšaě     |
| 5.  | grěšьn-ějьšei     | grěšьn-ějьšęję    | grěšьn-ějьšaě     |
| 4.  | grěšьn-ějьšęję    | grěšьn-ějьšęję    | grěšьn-ějьšaě     |
| 2.  | grěšьn-ějьšьjьchъ | grěšьn-ějьšьjьchъ | grěšьn-ějьšьjьchъ |
| 6.  | grěšьn-ějьšijьchъ | grěšьn-ějьšьjьchъ | grěšьn-ějьšьjьchъ |
| 3.  | grěšьn-ějьšьjьmъ  | grěšьn-ějьšьjьmъ  | grěšьn-ějьšьjьmъ  |
| 7.  | grěšьn-ějьšьjьmi  | grěšьn-ějьšьjьmi  | grěšьn-ějьšьjьmi  |
| 8.  | grěšьn-ějьšьjьmi  | grěšьn-ějьšьjьmi  | grěšьn-ějьšьjьmi  |

Poznámka: V mladších textech se vyskytují v koncovkách stejné hláskové obměny jako u složeného skloňování základního stupně přídavných jmen (viz tam).

#### Třetí stupeň
Třetí stupeň přídavných jmen se tvoří několika způsoby:
a) pomocí přípony naji- připojované ke tvaru druhého stupně,
b) pomocí přípony prě- připojované ke tvaru základního stupně,
c) pomocí příslovce dzělo kladeného před tvar základního stupně,
d) ve srovnání (výběr z množiny) pouhým tvarem druhého stupně.

## Zájmena
Zájmena se podle skloňování dělí na dvě skupiny – zájmena osobní a zájmena rodová (ukazovací, vztažná, vytýkací, tázací, neurčitá, záporná, souhrnná, přivlastňovací).

### Zájmena osobní
Skloňování zájmen osobních a zájmena zvratného:
|     | první osoba | druhá osoba | zvratné zájmeno |
| --- | ----------- | ----------- | --------------- |
| sg. |             |             |                 |
| 1.  | azъ         | ty          | -               |
| 5.  | -           | -           | -               |
| 4.  | mę          | tę          | sę              |
| 2.  | mene        | tebe        | sebe            |
| 6.  | mьně        | tebě        | sebě            |
| 3.  | mьně, mi    | tebě, ti    | sebě, si        |
| 7.  | mъnojǫ      | tobojǫ      | sobojǫ          |
| 8.  | mъnojǫ      | tobojǫ      | sobojǫ          |
| du. |             |             |                 |
| 1.  | vě          | va          |                 |
| 5.  | -           | -           |                 |
| 4.  | na          | va          |                 |
| 2.  | naju        | vaju        |                 |
| 6.  | naju        | vaju        |                 |
| 3.  | nama        | vama        |                 |
| 7.  | nama        | vama        |                 |
| 8.  | nama        | vama        |                 |
| pl. |             |             |                 |
| 1.  | my          | vy          |                 |
| 5.  | -           | -           |                 |
| 4.  | ny          | vy          |                 |
| 2.  | nasъ        | vasъ        |                 |
| 6.  | nasъ        | vasъ        |                 |
| 3.  | namъ        | vamъ        |                 |
| 7.  | nami        | vami        |                 |
| 8.  | nami        | vami        |                 |

Poznámka: V dat.sg. jsou tvary mьně, tebě, sebě přízvučné, tvary mi, ti, si nepřízvučné.

### Zájmena rodová

#### Vzor skloňování zájmen ukazovacích (tъ, ta, to)
|     | mužský rod | ženský rod | střední rod |
| sg. |            |            |             |
| 1.  | t-ъ        | t-a        | t-o         |
| 5.  | -          | -          | -           |
| 4.  | t-ъ        | t-ǫ        | t-o         |
| 2.  | t-ogo      | t-oję      | t-ogo       |
| 6.  | t-omь      | t-oji      | t-omь       |
| 3.  | t-omu      | t-oji      | t-omu       |
| 7.  | t-ěmь      | t-ojǫ      | t-ěmь       |
| 8.  | t-ěmь      | t-ojǫ      | t-ěmь       |
| du. |            |            |             |
| 1.  | t-a        | t-ě        | t-ě         |
| 5.  | -          | -          | -           |
| 4.  | t-a        | t-ě        | t-ě         |
| 2.  | t-oju      | t-oju      | t-oju       |
| 6.  | t-oju      | t-oju      | t-oju       |
| 3.  | t-ěma      | t-ěma      | t-ěma       |
| 7.  | t-ěma      | t-ěma      | t-ěma       |
| 8.  | t-ěma      | t-ěma      | t-ěma       |
| pl. |            |            |             |
| 1.  | t-i        | t-y        | t-a         |
| 5.  | -          | -          | -           |
| 4.  | t-y        | t-y        | t-a         |
| 2.  | t-ěchъ     | t-ěchъ     | t-ěchъ      |
| 6.  | t-ěchъ     | t-ěchъ     | t-ěchъ      |
| 3.  | t-ěmъ      | t-ěmъ      | t-ěmъ       |
| 7.  | t-ěmi      | t-ěmi      | t-ěmi       |
| 8.  | t-ěmi      | t-ěmi      | t-ěmi       |

Podle tohoto vzoru se skloňují ukazovací zájmena onъ, ovъ, takъ, tolikъ, selikъ, tázací zájmena kakъ, kolikъ, vztažná zájmena jakъ, jelikъ, souhrnné zájmeno vьsjakъ, zájmeno vytýkací samъ, číslovky jedinъ, dъva, oba a přídavná jména mъnogъ, drugъ a inъ. Přídavná jména mъnogъ, drugъ a zakončená na -likъ mají zájmenné tvary jen v pádech, kde je před souhláskou koncovky hlásku -ě-, jinak mají tvary jmenného nebo složeného skloňování přídavných jmen.

#### Skloňování ukazovacího zájmena jь, ja, je
|     | mužský rod | ženský rod | střední rod |
| sg. |            |            |             |
| 1.  | *j-ь       | *j-a       | *j-e        |
| 5.  | -          | -          | -           |
| 4.  | j-ь        | j-ǫ        | j-e         |
| 2.  | j-ego      | j-eję      | j-ego       |
| 6.  | j-emь      | j-ei       | j-emь       |
| 3.  | j-emu      | j-ei       | j-emu       |
| 7.  | j-imь      | j-ejǫ      | j-imь       |
| 8.  | j-imь      | j-ejǫ      | j-imь       |
| du. |            |            |             |
| 1.  | *j-a       | *j-i       | *j-i        |
| 5.  | -          | -          | -           |
| 4.  | *j-a       | *j-i       | *j-i        |
| 2.  | j-eju      | j-eju      | j-eju       |
| 6.  | j-eju      | j-eju      | j-eju       |
| 3.  | j-ima      | j-ima      | j-ima       |
| 7.  | j-ima      | j-ima      | j-ima       |
| 8.  | j-ima      | j-ima      | j-ima       |
| pl. |            |            |             |
| 1.  | *j-i       | *j-ę       | *j-a        |
| 5.  | -          | -          | -           |
| 4.  | j-ę        | j-ę        | j-ě         |
| 2.  | j-ichъ     | j-ichъ     | j-ichъ      |
| 6.  | j-ichъ     | j-ichъ     | j-ichъ      |
| 3.  | j-imъ      | j-imъ      | j-imъ       |
| 7.  | j-imi      | j-imi      | j-imi       |
| 8.  | j-imi      | j-imi      | j-imi       |

Podle tohoto vzoru se skloňují přivlastňovací zájmena mojь, tvojь, svojь, našь, vašь, tázací zájmeno čьjь, ukazovací zájmeno sicь, přídavné jméno tuždь (ale může se skloňovat i podle přídavných jmen) a číslovky podílné dъvojь, obojь a trojь. Tvary označené hvězdičkou (*) nejsou u zájmena jь doloženy. V mladších textech je u zájmena jь ve středním rodu v ak.pl. tvar j-a.

#### Skloňování zájmena vьsь, vьsě, vьse
|     | mužský rod | ženský rod | střední rod |
| sg. |            |            |             |
| 1.  | vьsyjь     | vьsě       | vьse        |
| 5.  | -          | -          | -           |
| 4.  | vьsь       | vьsjǫ      | vьse        |
| 2.  | vьsego     | vьseję     | vьsego      |
| 6.  | vьsemь     | vьsei      | vьsemь      |
| 3.  | vьsemu     | vьsei      | vьsemu      |
| 7.  | vьsěmь     | vьsejǫ     | vьsěmь      |
| 8.  | vьsěmь     | vьsejǫ     | vьsěmь      |
| pl. |            |            |             |
| 1.  | vьsi       | vьsę       | vьsě        |
| 5.  | -          | -          | -           |
| 4.  | vьsę       | vьsę       | vьsě        |
| 2.  | vьsěchъ    | vьsěchъ    | vьsěchъ     |
| 6.  | vьsěchъ    | vьsěchъ    | vьsěchъ     |
| 3.  | vьsěmъ     | vьsěmъ     | vьsěmъ      |
| 7.  | vьsěmi     | vьsěmi     | vьsěmi      |
| 8.  | vьsěmi     | vьsěmi     | vьsěmi      |

Poznámka: Ve dvojném čísle se zájmeno vьsь nevyskytuje.

#### Skloňování zájmena sь, si, se
|     | mužský rod | ženský rod | střední rod |
| sg. |            |            |             |
| 1.  | sь         | si         | se          |
| 5.  | -          | -          | -           |
| 4.  | sь         | sьjǫ       | se          |
| 2.  | sego       | seję       | sego        |
| 6.  | semь       | sei        | semь        |
| 3.  | semu       | sei        | semu        |
| 7.  | simь       | sejǫ       | simь        |
| 8.  | simь       | sejǫ       | simь        |
| du. |            |            |             |
| 1.  | sьě        | si         | si          |
| 5.  | -          | -          | -           |
| 4.  | sьě        | si         | si          |
| 2.  | seju       | seju       | seju        |
| 6.  | saě        | sěi        | sěi         |
| 3.  | sima       | sima       | sima        |
| 7.  | sima       | sima       | sima        |
| 8.  | sima       | sima       | sima        |
| pl. |            |            |             |
| 1.  | sii        | sьję       | si          |
| 5.  | -          | -          | -           |
| 4.  | sьję       | sьję       | si          |
| 2.  | sichъ      | sichъ      | sichъ       |
| 6.  | sichъ      | sichъ      | sichъ       |
| 3.  | simъ       | simъ       | simъ        |
| 7.  | simi       | simi       | simi        |
| 8.  | simi       | simi       | simi        |

Poznámka: V mladších textech je v mužském rodu v nom. a ak. du. koncovka -ьja (s-ьja).

#### Skloňování tázacího zájmena kyi, kaě, koe
|     | mužský rod | ženský rod | střední rod |
| sg. |            |            |             |
| 1.  | kyi        | kaě        | koe         |
| 5.  | -          | -          | -           |
| 4.  | kyi        | kǫjǫ       | koe         |
| 2.  | koego      | koeję      | koego       |
| 6.  | koemь      | koei       | koemь       |
| 3.  | koemu      | koei       | koemu       |
| 7.  | kyimь      | koejǫ      | kyimь       |
| 8.  | kyimь      | koejǫ      | kyimь       |
| du. |            |            |             |
| 1.  | -          | cěi        | cěi         |
| 5.  | -          | -          | -           |
| 4.  | -          | cěi        | cěi         |
| 2.  | -          | -          | -           |
| 6.  | -          | -          | -           |
| 3.  | -          | -          | -           |
| 7.  | -          | -          | -           |
| 8.  | -          | -          | -           |
| pl. |            |            |             |
| 1.  | cii        | kyję       | kaě         |
| 5.  | -          | -          | -           |
| 4.  | kyję       | kyję       | kaě         |
| 2.  | kyichъ     | kyichъ     | kyichъ      |
| 6.  | kyichъ     | kyichъ     | kyichъ      |
| 3.  | kyimъ      | kyimъ      | kyimъ       |
| 7.  | kyimi      | kyimi      | kyimi       |
| 8.  | kyimi      | kyimi      | kyimi       |

Poznámka: Ve dvojném čísle je zájmeno kyi doloženo jen v uvedených pádech.
Skloňování zájmen tázacích kъto a čьto
| sg. |      |        |
| 1.  | kъto | čьto   |
| 5.  | -    | -      |
| 4.  | kogo | čьto   |
| 2.  | kogo | česo   |
| 6.  | komь | čemь   |
| 3.  | komu | česomu |
| 7.  | cěmь | čimь   |
| 8.  | cěmь | čimь   |

Poznámka: Zájmena kъto a čьto se nevyskytují v dvojném a množném čísle.
Číslovky základní
Jednotky: 1. jedinъ, -ina, -ino, 2. dъva, dъvě, dъvě, 3. trьje, tri, tri, 4. četyre, -yri, -yri, 5. pętь, 6. šestь, 7. sedmь, 8. osmь, 9. devętь, 10. desętь.
Číslovky jedinъ (má též druhotvar jedьnъ) a dъva (stejně i číslovka oba) se skloňují jako zájmeno tъ (viz; číslovky dъva a oba jen v dvojném čísle).
Skloňování číslovek trьje a četyre:
|    | mužský rod | ženský a střední rod |  | mužský rod    | ženský a střední rod |
| 1. | trьje      | tri                  |  | četyre        | četyri               |
| 5. | -          | -                    |  | -             | -                    |
| 4. | tri        | tri                  |  | četyri        | četyri               |
| 2. | trii       | trii                 |  | četyrъ, (-rь) | četyrъ, (-rь)        |
| 6. | trьchъ     | trьchъ               |  | četyrьchъ     | četyrьchъ            |
| 3. | trьmъ      | trьmъ                |  | četyrьmъ      | četyrьmъ             |
| 7. | trьmi      | trьmi                |  | četyrьmi      | četyrьmi             |
| 8. | trьmi      | trьmi                |  | četyrьmi      | četyrьmi             |

Číslovky pętь-desętь se skloňují jako podstatná jména třetí deklinace (jsou ženského rodu).
Číslovky 11–19: skládají se z příslušného pádového tvary jednotkové číslovky (1–9) a spojení na desęte (např. 18 – osmь na desęte).
Desítky: skládají se z příslušného pádového tvaru jednotkové číslovky (1–9) a tvaru desęte (nebo desęti) pro číslovky 20, 30 a 40 a tvaru desętъ pro ostatní desítky (50–90).
Stovky: 100. sъto, 200. dъvě sъtě, 300. tri sъta, 400. četyri sъta, 500.–900. příslušná číslovka a výraz sъtъ. Číslovka sъto se skloňuje jako podstatné jméno podle 1. deklinace.
Tisícovky: 1000. tysǫšti (tysęšti), 2000. dъvě tysǫšti, 3000. tri tysǫštę, 4000. četyri tysǫštę, 5000.–9000. příslušná číslovka a výraz tysǫštь. Pro deset tisíc se vyskytuje výraz tьma. Číslovka tysǫšti se skloňuje jako podstatné jméno podle 4. deklinace.
Desítky ke stovkám a jednotky k desítkám se připojují spojkou i.
Poznámka: Spojování počítaných předmětů nebo osob s číslovkami je uvedeno v oddílu Skladba.

### Číslovky řadové
Jednotky: 1. prьvyi, -vaja, -voje, 2. vъtoryi, -raja, -roje nebo drugyi, -gaja, -goje, 3. tretii, -tьja (nebo -tьjaja), -tьje (nebo -tьjeje), 4. četvrьtyi, -taja, -toje, 5. pętyi, -taja, -toje, 6. šestyi, 7. sedmyi, 8. osmyi, 9. devętyi, 10. desętyi.
Číslovky 11–19: spojení řadové číslovky pro jednotku a výrazu na desęte. Pro 11 se užívá místo číslovky prьvyi výrazu jedinyi.
Desítky, stovky a tisícovky: 20. dъvadesętьnyi, 30. tridesętьnyi, 40. četyridesętьnyi, 50. pętьdesętьnyi, 60. šestьdesętьnyi, 70. sedmьdesętьnyi, 80. osmьdesętьnyi, 90.devętьdesętьnyi, 100. sъtьnyi, 1000. tysǫštьnyi.
Číslovky řadové se skloňují jako přídavná jména ve skloňování složeném.

### Číslovky druhové
2. dъvojь, -voja, voje; obojь, -ja, -je, 3. trojь, -ja, -je, 4. četvorъ, -ra, -ro, 5. pętorъ, -ra, -ro, 6. šestorъ, -ra, ro, 7. sedmorъ, -ra, -ro, 8. osmorъ, -ra, -ro, 9. devętorъ, -ra, -ro, 10. desętorъ, -ra, ro.
Druhové číslovky dъvojь, obojь, trojь se skloňují jako zájmeno jь, ja, je, ostatní číslovky se skloňují jako přídavná jména ve jmenném skloňování.

## Slovesná participia
Participia jsou sice tvary utvořené od sloves, ale jednou z jejich podstatných vlastností – která je spojuje se jmény – je skutečnost, že se skloňují, proto jsou zde zařazena mezi jména do oddílu skloňování.

### Participium přítomné (prézenta) činné
Participium přítomné činné se tvoří od prézentního slovesného kmene (viz u sloves); u první a druhé slovesné třídy (viz u sloves) má v nom.sg. mužského rodu zakončení -y, v gen.sg. -ǫšta, u třetí slovesné třídy v nom.sg. mužského rodu zakončení -'ę, v gen.sg. -jǫšta, u čtvrté slovesné třídy v nom.sg. mužského rodu zakončení -ę a v gen.sg. -ęšta. Participium přítomné činné se skloňuje jako přídavné jméno.
Vzor skloňování participia přítomného činného sloves první a druhé třídy (nesy, -sǫšta) ve skloňování jmenném:
|     | mužský rod  | ženský rod  | střední rod |
| sg. |             |             |             |
| 1.  | nes-y       | nes-ǫšti    | nes-y       |
| 5.  | nes-y       | nes-ǫšti    | nes-y       |
| 4.  | nes-ǫštь    | nes-ǫštǫ    | nes-ǫšte    |
| 2.  | nes-ǫšta    | nes-ǫštę    | nes-ǫšta    |
| 6.  | nes-ǫšti    | nes-ǫšti    | nes-ǫšti    |
| 3.  | nes-ǫštu    | nes-ǫšti    | nes-ǫštu    |
| 7.  | nes-ǫštemь  | nes-ǫštejǫ  | nes-ǫštemь  |
| 8.  | nes-ǫštemь  | nes-ǫštejǫ  | nes-ǫštemь  |
| du. |             |             |             |
| 1.  | nes-ǫšta    | nes-ǫšti    | nes-ǫšti    |
| 5.  | nes-ǫšta    | nes-ǫšti    | nes-ǫšti    |
| 4.  | nes-ǫšta    | nes-ǫšti    | nes-ǫšti    |
| 2.  | nes-ǫštu    | nes-ǫštu    | nes-ǫštu    |
| 6.  | nes-ǫštu    | nes-ǫštu    | nes-ǫštu    |
| 3.  | nes-ǫštema  | nes-ǫštama  | nes-ǫštema  |
| 7.  | nes-ǫštema  | nes-ǫštama  | nes-ǫštema  |
| 8.  | nes-ǫštema  | nes-ǫštama  | nes-ǫštema  |
| pl. |             |             |             |
| 1.  | nes-ǫšte    | nes-ǫštę    | nes-ǫšta    |
| 5.  | nes-ǫšte    | nes-ǫštę    | nes-ǫšta    |
| 4.  | nes-ǫštę    | nes-ǫštę    | nes-ǫšta    |
| 2.  | nes-ǫštь    | nes-ǫštь    | nes-ǫštь    |
| 6.  | nes-ǫštichъ | nes-ǫštachъ | nes-ǫštichъ |
| 3.  | nes-ǫštemъ  | nes-ǫštamъ  | nes-ǫštemъ  |
| 7.  | nes-ǫšti    | nes-ǫštami  | nes-ǫšti    |
| 8.  | nes-ǫšti    | nes-ǫštami  | nes-ǫšti    |

Vzor skloňování participia přítomného činného sloves třetí (znaję, -jęšta) a čtvrté třídy (chvalę, -ęšta) ve skloňování jmenném:
|     | mužský rod   | ženský rod   | střední rod  |  |    | mužský rod    | ženský rod    | střední rod   |
| sg. |              |              |              |  |    |               |               |               |
| 1.  | znaj-ę       | znaj-ǫšti    | znaj-ę       |  | 1. | chval-ę       | chval-ęšti    | chval-ę       |
| 5.  | znaj-ę       | znaj-ǫšti    | znaj-ę       |  | 5. | chval-ę       | chval-ęšti    | chval-ę       |
| 4.  | znaj-ǫštь    | znaj-ǫštǫ    | znaj-ǫšte    |  | 4. | chval-ęštь    | chval-ęštę    | chval-ęšte    |
| 2.  | znaj-ǫšta    | znaj-ǫštę    | znaj-ǫšta    |  | 2. | chval-ęšta    | chval-ęštę    | chval-ęšta    |
| 6.  | znaj-ǫšti    | znaj-ǫšti    | znaj-ǫšti    |  | 6. | chval-ęšti    | chval-ęšti    | chval-ęšti    |
| 3.  | znaj-ǫštu    | znaj-ǫšti    | znaj-ǫštu    |  | 3. | chval-ęštu    | chval-ęšti    | chval-ęštu    |
| 7.  | znaj-ǫštemь  | znaj-ǫštejǫ  | znaj-ǫštemь  |  | 7. | chval-ęštemь  | chval-ęštejǫ  | chval-ęštemь  |
| 8.  | znaj-ǫštemь  | znaj-ǫštejǫ  | znaj-ǫštemь  |  | 8. | chval-ęštemь  | chval-ęštejǫ  | chval-ęštemь  |
| du. |              |              |              |  |    |               |               |               |
| 1.  | znaj-ǫšta    | znaj-ǫšti    | znaj-ǫšti    |  | 1. | chval-ęšta    | chval-ęšti    | chval-ęšti    |
| 5.  | znaj-ǫšta    | znaj-ǫšti    | znaj-ǫšti    |  | 5. | chval-ęšta    | chval-ęšti    | chval-ęšti    |
| 4.  | znaj-ǫšta    | znaj-ǫšti    | znaj-ǫšti    |  | 4. | chval-ęšta    | chval-ęšti    | chval-ęšti    |
| 2.  | znaj-ǫštu    | znaj-ǫštu    | znaj-ǫštu    |  | 2. | chval-ęštu    | chval-ęštu    | chval-ęštu    |
| 6.  | znaj-ǫštu    | znaj-ǫštu    | znaj-ǫštu    |  | 6. | chval-ęštu    | chval-ęštu    | chval-ęštu    |
| 3.  | znaj-ǫštema  | znaj-ǫštama  | znaj-ǫštema  |  | 3. | chval-ęštema  | chval-ęštama  | chval-ęštema  |
| 7.  | znaj-ǫštema  | znaj-ǫštama  | znaj-ǫštema  |  | 7. | chval-ęštema  | chval-ęštama  | chval-ęštema  |
| 8.  | znaj-ǫštema  | znaj-ǫštama  | znaj-ǫštema  |  | 8. | chval-ęštema  | chval-ęštama  | chval-ęštema  |
| pl. |              |              |              |  |    |               |               |               |
| 1.  | znaj-ǫšte    | znaj-ǫštę    | znaj-ǫšta    |  | 1. | chval-ęšte    | chval-ęštę    | chval-ęšta    |
| 5.  | znaj-ǫšte    | znaj-ǫštę    | znaj-ǫšta    |  | 5. | chval-ęšte    | chval-ęštę    | chval-ęšta    |
| 4.  | znaj-ǫštę    | znaj-ǫštę    | znaj-ǫšta    |  | 4. | chval-ęštę    | chval-ęštę    | chval-ęšta    |
| 2.  | znaj-ǫštь    | znaj-ǫštь    | znaj-ǫštь    |  | 2. | chval-ǫštь    | chval-ęštь    | chval-ęštь    |
| 6.  | znaj-ǫštichъ | znaj-ǫštachъ | znaj-ǫštichъ |  | 6. | chval-ęštichъ | chval-ęštachъ | chval-ęštichъ |
| 3.  | znaj-ǫštemъ  | znaj-ǫštamъ  | znaj-ǫštemъ  |  | 3. | chval-ęštemъ  | chval-ęštamъ  | chval-ęštemъ  |
| 7.  | znaj-ǫšti    | znaj-ǫštami  | znaj-ǫšti    |  | 7. | chval-ęšti    | chval-ęštami  | chval-ęšti    |
| 8.  | znaj-ǫšti    | znaj-ǫštami  | znaj-ǫšti    |  | 8. | chval-ęšti    | chval-ęštami  | chval-ęšti    |

### Participium přítomné (prézenta) trpné
Participium minulé trpné se tvoří od přítomného slovesného kmene (zakončeného u jednotlivých tříd na -o-, -no-, -je-, -i-, viz u sloves) přidáním přípony -m-. Participium minulé trpné se skloňuje jako tvrdý vzor přídavných jmen jmenného nebo složeného skloňování.
Vzor skloňování participia přítomného trpného sloves první třídy ve skloňování jmenném (vedomъ, -ma, -mo):
|     | mužský rod  | ženský rod  | střední rod |
| sg. |             |             |             |
| 1.  | vedo-m-ъ    | vedo-m-a    | vedo-m-o    |
| 5.  | vedo-m-ъ    | vedo-m-o    | vedo-m-o    |
| 4.  | vedo-m-ъ    | vedo-m-ǫ    | vedo-m-o    |
| 2.  | vedo-m-a    | vedo-m-y    | vedo-m-a    |
| 6.  | vedo-m-ě    | vedo-m-ě    | vedo-m-ě    |
| 3.  | vedo-m-u    | vedo-m-ě    | vedo-m-u    |
| 7.  | vedo-m-omь  | vedo-m-ojǫ  | vedo-m-omь  |
| 8.  | vedo-m-omь  | vedo-m-ojǫ  | vedo-m-omь  |
| du. |             |             |             |
| 1.  | vedo-m-a    | vedo-m-ě    | vedo-m-ě    |
| 5.  | vedo-m-a    | vedo-m-ě    | vedo-m-ě    |
| 4.  | vedo-m-a    | vedo-m-ě    | vedo-m-ě    |
| 2.  | vedo-m-u    | vedo-m-u    | vedo-m-u    |
| 6.  | vedo-m-u    | vedo-m-u    | vedo-m-u    |
| 3.  | vedo-m-oma  | vedo-m-ama  | vedo-m-oma  |
| 7.  | vedo-m-oma  | vedo-m-ama  | vedo-m-oma  |
| 8.  | vedo-m-oma  | vedo-m-ama  | vedo-m-oma  |
| pl. |             |             |             |
| 1.  | vedo-m-i    | vedo-m-y    | vedo-m-a    |
| 5.  | vedo-m-i    | vedo-m-y    | vedo-m-a    |
| 4.  | vedo-m-y    | vedo-m-y    | vedo-m-a    |
| 2.  | vedo-m-ъ    | vedo-m-ъ    | vedo-m-ъ    |
| 6.  | vedo-m-ěchъ | vedo-m-achъ | vedo-m-ěchъ |
| 3.  | vedo-m-omъ  | vedo-m-amъ  | vedo-m-omъ  |
| 7.  | vedo-m-y    | vedo-m-ami  | vedo-m-y    |
| 8.  | vedo-m-y    | vedo-m-ami  | vedo-m-y    |

### Participium minulé (préterita)
Participium minulé činné se tvoří od infinitivního slovesného kmene (viz u sloves). Pokud je infinitivní slovesný kmen zakončen na souhlásku, připojuje se za kmen (a před koncovku) přípona -ъš- a v mužském rodu v nom.sg. je koncovka -ъ, pokud je infinitivní slovesný kmen zakončen na samohlásku -i, připojuje se za kmen (a před koncovku) přípona -'ьš- a v mužském rodu v nom.sg. je koncovka -'ь, pokud je infinitivní slovesný kmen zakončen na jinou samohlásku, připojuje se za kmen (a před koncovku) přípona -vъš- a v mužském rodu v nom.sg. je koncovka -vъ. Participium minulé činné se skloňuje jako přídavné jméno.
Vzor skloňování participia minulého činného sloves s kmenem zakončeným na souhlásku ve skloňování jmenném (nesъ, -sъša):
|     | mužský rod | ženský rod | střední rod |
| sg. |            |            |             |
| 1.  | nes-ъ      | nes-ъši    | nes-ъ       |
| 5.  | nes-ъ      | nes-ъši    | nes-ъ       |
| 4.  | nes-ъšь    | nes-ъšǫ    | nes-ъše     |
| 2.  | nes-ъša    | nes-ъšę    | nes-ъša     |
| 6.  | nes-ъši    | nes-ъši    | nes-ъši     |
| 3.  | nes-ъšu    | nes-ъši    | nes-ъšu     |
| 7.  | nes-ъšemь  | nes-ъšejǫ  | nes-ъšemь   |
| 8.  | nes-ъšemь  | nes-ъšejǫ  | nes-ъšemь   |
| du. |            |            |             |
| 1.  | nes-ъša    | nes-ъši    | nes-ъši     |
| 5.  | nes-ъša    | nes-ъši    | nes-ъši     |
| 4.  | nes-ъša    | nes-ъši    | nes-ъši     |
| 2.  | nes-ъšu    | nes-ъšu    | nes-ъšu     |
| 6.  | nes-ъšu    | nes-ъšu    | nes-ъšu     |
| 3.  | nes-ъšema  | nes-ъšama  | nes-ъšema   |
| 7.  | nes-ъšema  | nes-ъšama  | nes-ъšema   |
| 8.  | nes-ъšema  | nes-ъšama  | nes-ъšema   |
| pl. |            |            |             |
| 1.  | nes-ъše    | nes-ъšę    | nes-ъša     |
| 5.  | nes-ъše    | nes-ъšę    | nes-ъša     |
| 4.  | nes-ъšę    | nes-ъšę    | nes-ъša     |
| 2.  | nes-ъšь    | nes-ъšь    | nes-ъšь     |
| 6.  | nes-ъšichъ | nes-ъšachъ | nes-šichъ   |
| 3.  | nes-ъšemъ  | nes-ъšamъ  | nes-ъšemъ   |
| 7.  | nes-ъši    | nes-ъšami  | nes-ъši     |
| 8.  | nes-ъši    | nes-ъšami  | nes-ъši     |

Vzor skloňování participia minulého činného sloves s kmenem zakončeným na samohlásku -i ve skloňování jmenném (chval'ь, -'lьša):
|     | mužský rod    | ženský rod    | střední rod   |
| sg. |               |               |               |
| 1.  | chval'-ь      | chval'-ьši    | chval'-ь      |
| 5.  | chval'-ь      | chval'-ьši    | chval'-ь      |
| 4.  | chval'-ьšь    | chval'-ьšǫ    | chval'-ьše    |
| 2.  | chval'-ьša    | chval'-ьšę    | chval'-ьša    |
| 6.  | chval'-ьši    | chval'-ьši    | chval'-ьši    |
| 3.  | chval'-ьšu    | chval'-ьši    | chval'-ьšu    |
| 7.  | chval'-ьšemь  | chval'-ьšejǫ  | chval'-ьšemь  |
| 8.  | chval'-ьšemь  | chval'-ьšejǫ  | chval'-ьšemь  |
| du. |               |               |               |
| 1.  | chval'-ьša    | chval'-ьši    | chval'-ьši    |
| 5.  | chval'-ьša    | chval'-ьši    | chval'-ьši    |
| 4.  | chval'-ьša    | chval'-ьši    | chval'-ьši    |
| 2.  | chval'-ьšu    | chval'-ьšu    | chval'-ьšu    |
| 6.  | chval'-ьšu    | chval'-ьšu    | chval'-ьšu    |
| 3.  | chval'-ьšema  | chval'-ьšama  | chval'-ьšema  |
| 7.  | chval'-ьšema  | chval'-ьšama  | chval'-ьšema  |
| 8.  | chval'-ьšema  | chval'-ьšama  | chval'-ьšema  |
| pl. |               |               |               |
| 1.  | chval'-ьše    | chval'-ьšę    | chval'-ьša    |
| 5.  | chval'-ьše    | chval'-ьšę    | chval'-ьša    |
| 4.  | chval'-ьšę    | chval'-ьšę    | chval'-ьša    |
| 2.  | chval'-ьšь    | chval'-ьšь    | chval'-ьšь    |
| 6.  | chval'-ьšichъ | chval'-ьšachъ | chval'-ьšichъ |
| 3.  | chval'-ьšemъ  | chval'-ьšamъ  | chval'-ьšemъ  |
| 7.  | chval'-ьši    | chval'-ьšami  | chval'-ьši    |
| 8.  | chval'-ьši    | chval'-ьšami  | chval'-ьši    |

Vzor skloňování participia minulého činného sloves s kmenem zakončeným na jinou samohlásku -i ve skloňování jmenném (znav'ь, -'ša):
|     | mužský rod  | ženský rod  | střední rod |
| sg. |             |             |             |
| 1.  | znav-ъ      | znav-ъši    | znav-ъ      |
| 5.  | znav-ъ      | znav-ъši    | znav-ъ      |
| 4.  | znav-ъšь    | znav-ъšǫ    | znav-ъše    |
| 2.  | znav-ъša    | znav-ъšę    | znav-ъša    |
| 6.  | znav-ъši    | znav-ъši    | znav-ъši    |
| 3.  | znav-ъšu    | znav-ъši    | znav-ъšu    |
| 7.  | znav-ъšemь  | znav-ъšejǫ  | znav-ъšemь  |
| 8.  | znav-ъšemь  | znav-ъšejǫ  | znav-ъšemь  |
| du. |             |             |             |
| 1.  | znav-ъša    | znav-ъši    | znav-ъši    |
| 5.  | znav-ъša    | znav-ъši    | znav-ъši    |
| 4.  | znav-ъša    | znav-ъši    | znav-ъši    |
| 2.  | znav-ъšu    | znav-ъšu    | znav-ъšu    |
| 6.  | znav-ъšu    | znav-ъšu    | znav-ъšu    |
| 3.  | znav-ъšema  | znav-ъšama  | znav-ъšema  |
| 7.  | znav-ъšema  | znav-ъšama  | znav-ъšema  |
| 8.  | znav-ъšema  | znav-ъšama  | znav-ъšema  |
| pl. |             |             |             |
| 1.  | znav-ъše    | znav-ъšę    | znav-ъša    |
| 5.  | znav-ъše    | znav-ъšę    | znav-ъša    |
| 4.  | znav-ъšę    | znav-ъšę    | znav-ъša    |
| 2.  | znav-ъšь    | znav-ъšь    | znav-ъšь    |
| 6.  | znav-ъšichъ | znav-ъšachъ | znav-ъšichъ |
| 3.  | znav-ъšemъ  | znav-ъšamъ  | znav-ъšemъ  |
| 7.  | znav-ъši    | znav-ъšami  | znav-ъši    |
| 8.  | znav-ъši    | znav-ъšami  | znav-ъši    |

Poznámka: Participium préterita trpné ve staroslověnštině už neexistovalo.

### Participium perfekta činné
Participium perfekta činné se tvoří od infinitivního slovesného kmene (viz slovesa) příponou -l-. U sloves IA třídy a u atematického slovesa jasti, jejichž kořen je zakončen na -t- nebo -d-, tato souhláska před -l- zaniká. U sloves IA třídy, která mají v kmeni -r- nebo -l- se tvoří participium perfekta činné od kořene s oslabeným stupněm samohlásky. U sloves IIA třídy se přípona -l- připojuje většinou ke kmeni bez přípony -nǫ-. Participium perfekta činné se skloňuje jako přídavné jméno ve skloňování jmenném, vyskytuje se však jen v nominativu všech čísel.
Vzor tvarů participia perfekta činného (plulъ, -la, lo).
|     | mužský rod | ženský rod | střední rod |
| sg. |            |            |             |
| 1.  | plu-l-ъ    | plu-l-a    | plu-l-o     |
| du. |            |            |             |
| 1.  | plu-l-a    | plu-l-ě    | plu-l-ě     |
| pl. |            |            |             |
| 1.  | plu-l-i    | plu-l-y    | plu-l-a     |

### Participium perfekta trpné
Participium perfekta trpné se tvoří od infinitivního slovesného kmene (viz slovesa) příponami -t- nebo -n- nebo -en-.
Příponou -t- se tvoří participium perfekta trpné od sloves: IA třídy s kmenem zakončeným na nosovou samohlásku; sloves s infinitivním kmenem zakončeným na -rě-; sloves IIIA třídy s infinitivním kmenem zakončeným na -i- nebo -ě-.
Příponou -n- se tvoří participium perfekta trpné od sloves: s infinitivním kmenem zakončeným na -a- nebo -ě- (s výjimkou -rě-).
Příponou -en- se tvoří participium perfekta trpné od sloves: IA třídy se zakončením kořene na samohlásku; sloves IIA třídy (připojuje se přímo ke kořeni odtržením přípony -nǫ-); sloves III třídy s infinitivním kmenem zakončeným na -i- nebo -y-; sloves IVA třídy; atematického slovesa jasti.
Participium perfekta trpné se skloňuje jako přídavné jméno ve jmenném skloňování.
Vzor skloňování participia perfekta trpného tvořeného příponou -en- (pečenъ, -čena, -čeno):
|     | mužský rod  | ženský rod  | střední rod |
| sg. |             |             |             |
| 1.  | peč-en-ъ    | peč-en-a    | peč-en-o    |
| 5.  | peč-en-ъ    | peč-en-o    | peč-en-o    |
| 4.  | peč-en-ъ    | peč-en-ǫ    | peč-en-o    |
| 2.  | peč-en-a    | peč-en-y    | peč-en-a    |
| 6.  | peč-en-ě    | peč-en-ě    | peč-en-ě    |
| 3.  | peč-en-u    | peč-en-ě    | peč-en-u    |
| 7.  | peč-en-omь  | peč-en-ojǫ  | peč-en-omь  |
| 8.  | peč-en-omь  | peč-en-ojǫ  | peč-en-omь  |
| du. |             |             |             |
| 1.  | peč-en-a    | peč-en-ě    | peč-en-ě    |
| 5.  | peč-en-a    | peč-en-ě    | peč-en-ě    |
| 4.  | peč-en-a    | peč-en-ě    | peč-en-ě    |
| 2.  | peč-en-u    | peč-en-u    | peč-en-u    |
| 6.  | peč-en-u    | peč-en-u    | peč-en-u    |
| 3.  | peč-en-oma  | peč-en-ama  | peč-en-oma  |
| 7.  | peč-en-oma  | peč-en-ama  | peč-en-oma  |
| 8.  | peč-en-oma  | peč-en-ama  | peč-en-oma  |
| pl. |             |             |             |
| 1.  | peč-en-i    | peč-en-y    | peč-en-a    |
| 5.  | peč-en-i    | peč-en-y    | peč-en-a    |
| 4.  | peč-en-y    | peč-en-y    | peč-en-a    |
| 2.  | peč-en-ъ    | peč-en-ъ    | peč-en-ъ    |
| 6.  | peč-en-ěchъ | peč-en-achъ | peč-en-ěchъ |
| 3.  | peč-en-omъ  | peč-en-amъ  | peč-en-omъ  |
| 7.  | peč-en-y    | peč-en-ami  | peč-en-y    |
| 8.  | peč-en-y    | peč-en-ami  | peč-en-y    |

## Vzorový text

### Všeobecná deklarace lidských práv
| praslovansky | Vьśi ľudьje rodętь sę svobodьni i orvьni vъ dostojьnьstvě i zakoně. Oni sǫtь odařeni orzumomь i sъvěstьjǫ i dъlžьni vesti sę drugъ kъ drugu vъ duśě bratrьstva. |
| česky        | Všichni lidé se rodí svobodní a sobě rovní co do důstojnosti a práv. Jsou nadáni rozumem a svědomím a mají spolu jednat v duchu bratrství.                      |